# 森谷みう
森谷 みう（もりたに みう、1989年3月31日  - ）は、日本のAV女優。
マークスジャパン所属。
趣味は、料理。

## 略歴
- 2009年に『エスカレートするドしろーと娘 158』（2009年7月1日、プレステージ）でAVデビューを果たした。

## 作品

### アダルトビデオ

#### 2009年
- 『エスカレートするドしろーと娘 158』（7月1日、プレステージ）
- 究極の妄想発明シリーズ第15弾 時間が止まる腕時計 パート4(8月20日)
- 『不倫交際中 ［CASE 03］』（10月1日 、プレステージ）
- 『（裏）手コキクリニック ～完全版～ 性交クリニック ヴァーチャル目線＆羞恥の入院体験談スペシャル』（11月19日 、SODクリエイト）

#### 2010年
- 『Men’s コンビニエンス3 （性感:騎乗位手コキ）』（1月4日、グレイズ）
- 『無類の鼻フェチ』（1月21日、KEU）
- 『放課後の女子校生 4』（1月22日、KMP）
- 『漏お悩みカウンセリング』（2月4日、アキノリ）
- 『JK・女子校生の放課後 フェラ・手コキで2回出されちゃった連続抜き』（2月19日、映天）
- 『JK・女子校生の放課後 パンチラが見えちゃって勃起しちゃう僕は…』（3月5日、映天）
- 『ザ・筆おろし 50』（3月5日、クリスタル映像）
- 『関東女子校MAP 黒タイツ編』（3月19日、ROOKIE）
- 『放課後 JK 8時間』（5月14日、クリスタル映像）
- 『直穿き カラータイツオナニー』（6月4日、OFFICE K'S）
- 『爆音フェラ』（6月18日、OFFICE K'S）
- 『極選4時間 ザ・筆おろし 3』（7月9日、クリスタル映像）
- 『フェラコレ2010夏SP』（7月25日、）
- 『爆音フェラ』（6月25日、OFFICE K'S）
- 『妹たちに電気アンマでイジメられた』（8月5日、フリーダム）
- 『恥じらいのあしのうら vol.2』（8月5日、フリーダム）
- 『乳首オナニー 3』（8月20日、OFFICE K'S）
- 『いきなりっ！極太初アナル 森谷みう』（8月3日、Fantasista）
- 『≪風俗DX 2枚組8時間≫ Men’sコンビニ Special』（9月1日、グレイズ）
- 『ディープレズビアン ～秘め百合姉妹～』（9月10日、クリスタル映像）
- 『完全主観 妹たちに短小・包茎・悪臭のチ○ポをバカにされて…』（10月5日、フリーダム）
- 『ザ・面接 VOL.111 瞬間恋愛 ガチンコ・バトル』（10月22日、アテナ映像）
- 『妹たちにお尻の穴を犯されたおにいちゃん』（11月15日、フリーダム）
- 『濡れやすいマ●コをもつ女 4時間』（11月19日、クリスタル映像）